# 罗索利尼
罗索利尼（義大利語：Rosolini），是意大利锡拉库萨省的一个市镇。总面积76.15平方公里，人口21768人，人口密度285.9人/平方公里（2009年）。ISTAT代码为089016。